# Napoleon Motors Company
Napoleon Motors Company, vorher Napoleon Motor Car Company und Traverse City Motor Car Company, war ein US-amerikanischer Hersteller von Kraftfahrzeugen.

## Unternehmensgeschichte
A. O. George war Chefingenieur bei der Fostoria Light Car Company. F. N. McGrew war für die Auburn Automobile Company tätig. Zusammen mit G. W. Russell gründeten sie 1916 die Napoleon Motor Car Company. Der Sitz war in Napoleon in Ohio. Malcolm Hall Ayer war Generalmanager. Im gleichen Jahr begann die Produktion von Automobilen. Der Markenname lautete Napoleon. Die Geschäfte liefen nicht gut.

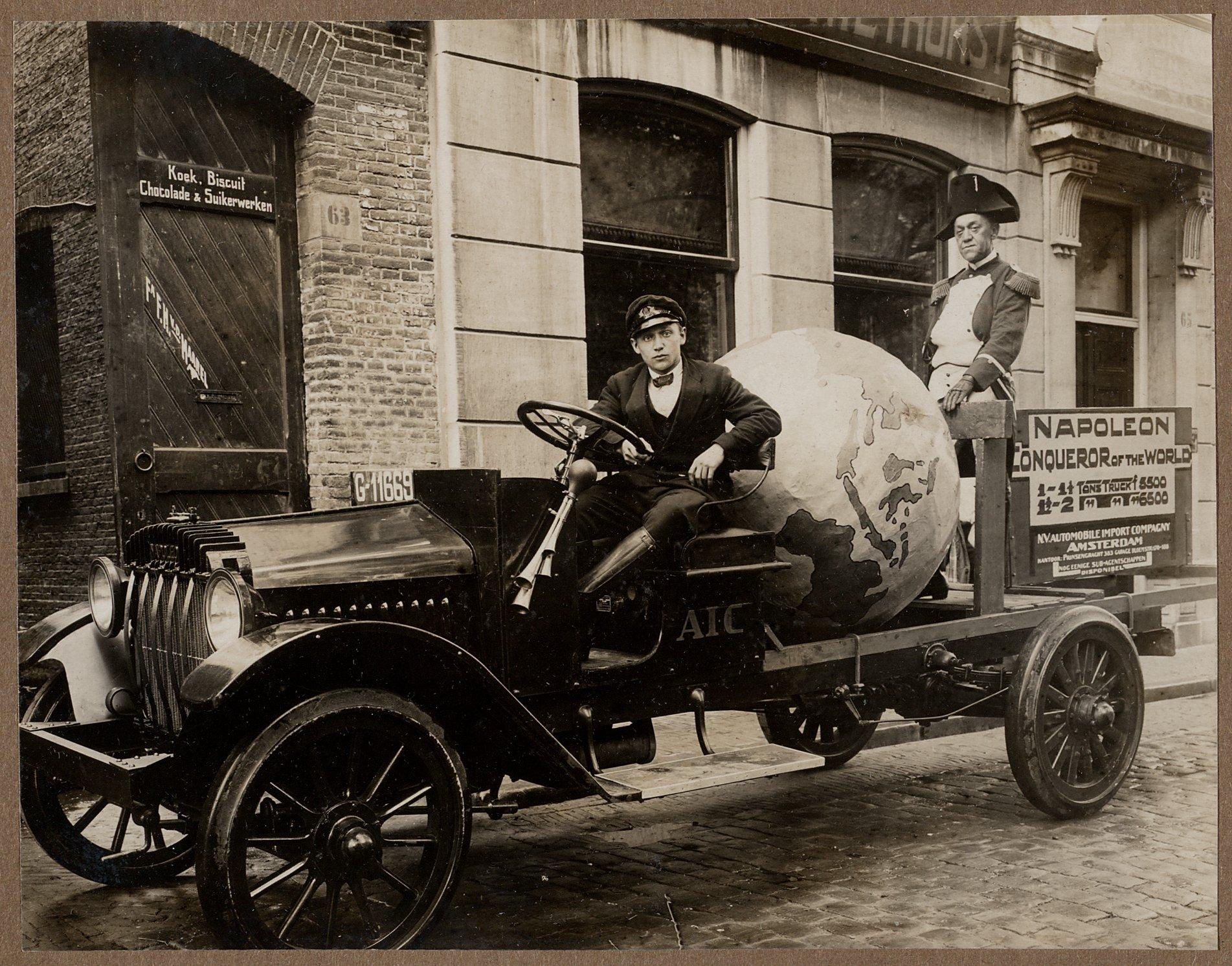
Napoleon, 'conqueror of the world' in Amsterdam, c. 1920

Die Stadt Traverse City aus Michigan machte dem Unternehmen ein gutes Angebot. Daraufhin zog es 1917 in diese Stadt und nannte sich nun Traverse City Motor Car Company. W. J. Chase war Präsident, C. E. Culver Vizepräsident, Frank Trude Sekretär und Schatzmeister und  Leon Gauntlett Generalmanager und Verkäufer. Der Markenname wurde beibehalten.
Im Sommer 1918 folgte die nächste Umfirmierung in Napoleon Motors Company. Anfang 1919 wurde das erste Nutzfahrzeug gefertigt. Ende 1919 kam das Aus für die Personenkraftwagen. Insgesamt entstanden etwa 300 Pkw. 1921 sorgte eine Rezession für Probleme, woraufhin die Produktion gedrosselt wurde. Lastkraftwagen wurden noch bis 1923 produziert.

## Personenkraftwagen
1917 gab es nur das Model 30. Sein Vierzylindermotor leistete 30 PS. Das Fahrgestell hatte 279 cm Radstand. Zur Wahl standen Tourenwagen mit fünf und sieben Sitzen.
1918 wurde daraus das Model 4-37. Die Motorleistung war auf 37 PS gesteigert worden. Der Radstand ist nicht mehr überliefert. Genannt sind ein Roadster mit drei Sitzen und ein Tourenwagen mit fünf Sitzen. Außerdem erschien das Model 6-45. Sein Sechszylindermotor leistete 45 PS. Der Aufbau war ein Tourenwagen mit sechs Sitzen.
1919 änderte sich nichts.

## Pkw-Modellübersicht
| Jahr      | Modell     | Zylinder | Leistung (PS) | Radstand (cm) | Aufbau                                  |
| --------- | ---------- | -------- | ------------- | ------------- | --------------------------------------- |
| 1917      | Model 30   | 4        | 17            | 279           | Tourenwagen 5-sitzig und 7-sitzig       |
| 1918–1919 | Model 4-37 | 4        | 37            |               | Roadster 3-sitzig, Tourenwagen 5-sitzig |
| 1918–1919 | Model 6-45 | 6        | 45            |               | Tourenwagen 6-sitzig                    |